# Damon Herriman

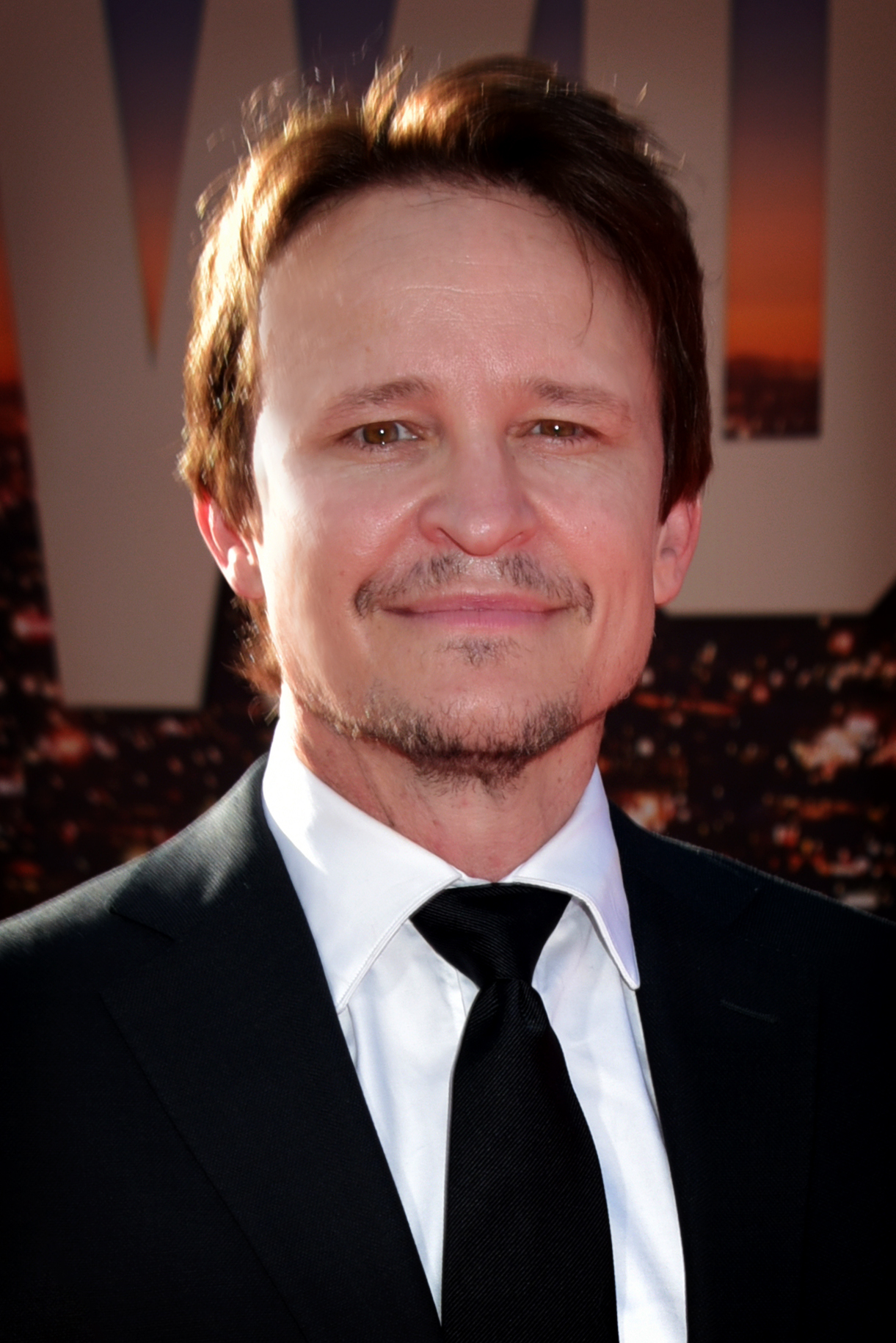
Damon Herriman (2019)

Damon Herriman (* 31. März 1970 in Adelaide, South Australia) ist ein australischer Schauspieler.

## Leben
Damon Herriman kam früh mit der Schauspielerei in Berührung und spielte ab seinem achten Lebensjahr in lokalen Fernsehwerbungen, bevor er zwei Jahre später eine Rolle in der Serie Die Sullivans bekam. Nach vielen weiteren Rollen in australischen Produktionen ist er seit 2005 häufiger in US-Produktionen zu sehen.
Hauptsächlich ist Herriman in verschiedenen Fernsehserien zu sehen, so spielte er von 2010 bis 2015 die Rolle des Dewey Crowe in der Dramaserie Justified, war 2015 als Detective Niblett Teil der Besetzung der Crime Comedy Battle Creek, trat in der Miniserie Flesh and Bone als Obdachloser Romeo auf und übernahm 2016 die Rolle des Buddy in Quarry.
Für seine Darstellung des Marcus Dwyer in der Comedyserie Laid wurde er 2013 erstmals für den AACTA Award nominiert. Weitere Nominierungen folgten 2015 und 2016 für die Filmkomödie Der kleine Tod – Eine Komödie über Sex und die Tragikomödie Down Under. 2017 gewann er für seine Rolle in der Dramaserie Secret City den Logie Award als bester Nebendarsteller.
2018 wurde er als Darsteller von Charles Manson im Film Once Upon a Time in Hollywood von Regisseur Quentin Tarantino gecastet.
Außerdem war er als älterer, bereits inhaftierter Manson in einer Szene in der zweiten Staffel der Netflix-Serie Mindhunter zu sehen, die im August 2019 erschien.

## Filmografie (Auswahl)
- 1983: Verbannt in die Hölle (For the Term of His Natural Life, zwei Episoden)
- 1988: Die fliegenden Ärzte (The Flying Doctors, zwei Episoden)
- 1990: Das Geisterhaus von Waterloo Creek (Elly & Jools, zwölf Episoden)
- 1990: Der große Klau (The Big Steal)
- 1997, 2000–2001: Water Rats – Die Hafencops (Water Rats, vier Episoden)
- 1998: In Sachen Mord (Murder Call, Episoden 2x10–2x11)
- 1998–1999: All Saints (acht Episoden)
- 2005: House of Wax
- 2004–2006: Love My Way (18 Episoden)
- 2008: The Square
- 2010–2015: Justified (22 Episoden)
- 2011: Wilfred (Episode 1x03)
- 2011: Breaking Bad (Episode 4x06)
- 2012: Laid (Episoden 2x01–2x06)
- 2012–2013: Vegas (vier Episoden)
- 2013: The Elegant Gentleman’s Guide to Knife Fighting (sechs Episoden)
- 2013: The Broken Shore (Fernsehfilm)
- 2013: Almost Human (Episode 1x03)
- 2013: The Outlaw Michael Howe (Fernsehfilm)
- 2014: INXS: Never Tear Us Apart (zwei Episoden)
- 2014: Der kleine Tod – Eine Komödie über Sex (The Little Death)
- 2014: Das Versprechen eines Lebens (The Water Diviner)
- 2014: Christmas Eve, 1914 (Fernsehfilm)
- 2014: Son of a Gun
- 2015: Battle Creek (neun Episoden)
- 2015: Flesh and Bone (acht Episoden)
- 2015: Scorpion (Episode 2x09)
- 2016: Down Under
- 2016: Secret City (sechs Episoden)
- 2016: Quarry (sechs Episoden)
- 2016–2017: Incorporated (neun Episoden)
- 2017: Top of the Lake (Episode 2x03)
- 2018: The Nightingale – Schrei nach Rache (The Nightingale)
- 2018–2019: Mr Inbetween (22 Episoden)
- 2019: Lambs of God (Miniserie, zwei Episoden)
- 2019: Once Upon a Time in Hollywood
- 2019: Mindhunter (Episode 2x05)
- 2019: Judy & Punch
- 2019: The Commons (drei Episoden)
- 2019: Perpetual Grace, LTD (zehn Episoden)
- 2021: The Serpent (drei Episoden)
- 2021: Peter Hase 2 – Ein Hase macht sich vom Acker (Peter Rabbit 2: The Runaway) (Stimme)
- 2022: The Tourist – Duell im Outback (The Tourist, Fernsehserie, 5 Episoden)
- 2022: Thai Cave Rescue (ถ้ำหลวง: ภารกิจแห่งความหวัง, Fernsehserie)
- 2023: The Portable Door
- 2023: Run Rabbit Run
- 2023: The Bikeriders
- 2023: The Artful Dodger (acht Episoden)
- 2024: Better Man – Die Robbie Williams Story (Better Man)
- 2025: Together – Unzertrennlich (Together)
- 2025: The Bondsman